# Procatopus schioetzi
Procatopus schioetzi és un peix de la família dels pecílids i de l'ordre dels ciprinodontiformes.

## Morfologia
Els mascles poden assolir els 3,5 cm de longitud total.

## Distribució geogràfica
Es troba a Àfrica: Ghana, Libèria, sud de Burkina Faso i Costa d'Ivori.